# Chanát
Chanát je označení politického subjektu, používaného Mongoly a Tatary, kterému vládne chán. Byl typický pro kmeny v Asii. Chanát je ekvivalentem ke knížectví, království i impériu. Posledním chanátem na světě byl Komulský chanát (čínsky Cha-mi) na území dnešní Ujgurské autonomní oblasti Sin-ťiang, který byl roku 1930 anektován čínskými vojáky pod vedením guvernéra Ťin Šu-žena.

## Mongolské chanáty
Po Čingischánově smrti se jeho říše rozdělila na čtyři části pro jeho čtyři syny:
- Čagatajský chanát
- Dynastie Jüan
- Ílchanát
- Zlatá horda

## Tatarské chanáty
- Astrachaňský chanát
- Bakuský chanát
- Kalmycký chanát
- Kazaňský chanát
- Krymský chanát
- Kasimovský chanát
- Nogajská horda
- Sibiřský chanát